# Цукрова промисловість України
Цукрова промисловість — одна з найстаріших і найважливіших галузей харчової промисловості, продукція якої до 1914 року, разом зі збіжжям, була найважливішим товаром експорту. Була одним з основних локомотивів індустріальної революції в Україні.
В Україні цукор виробляється в основному з цукрових буряків. З середини 1950-х років деяка, щораз більша (тепер до 35 %), кількість — також з цукрової тростини, яку привозять з Куби. Понад половину цукру в Україні споживає населення, частина цукру є сировиною для низки галузей харчової промисловості.

## Історія
Перша цукроварня в Україні була заснована 1822 року князем Юзефом Понятовським в Бучаку неподалік Канева.
В сезон 1825/26 років у селищі Макошине Чернігівської губернії дала продукцію цукроварня графа Олександра Кушельова-Безбородька.
Піонерами вітчизняного цукрового виробництва стали нащадки закріпачених козаків: Федір Симиренко (1787—1867), у спілці з синами свого тестя братами Яхненками 1834 року спорудили перший в Російській імперії паровий пісково-рафінадний завод, у 1848 р. — Городищенський піско-рафінадний завод, а в 1846 р. машинобудівний завод у Млієві, де вироблялося обладнання й машини для цукроварень. Найвідомішими з нащадків Федора Степановича стали сини Платон (1821—1863) та Василь (1835—1915) — славетні промисловці, технологи, меценати української культури.
Онук імператриці Катерини ІІ, граф Олексій Олексійович Бобринський (1800—1863), співзасновник першої у Східній Європі залізниці між Петербургом і Царським селом (1837). За десять років побудував 4 цукрових заводи поблизу Сміли:
- Балаклійський цукровий завод — 1838,
- Грушківський цукровий завод — 1845,
- Капітанівський цукровий завод — 1846,
- Смілянський пісково-рафінадний завод — 1858.

1846 року коштом поміщиків Тарновських почалося спорудження цукрового заводу в Парафіївці.
Артемій Терещенко (1794—1873), купець І гільдії з колишньої гетьманської столиці Глухова, розбагатів на постачанні під час Кримської війни, потім захопився промисловістю. Після селянської реформи 1861 р., разом з синами Миколою, Федором і Семеном, скуповуючи поміщицькі маєтки, стали одними з найбільших землевласників імперії (140 тис. десятин), мали 10 великих цукроварень. Видатні громадські діячі й філантропи. Зокрема, у Києві вони підтримували практично всі мистецькі й культурні починання та громадські ініціативи. У 1872 році було засновано «Товариство цукрових заводів братів Терещенків» і надалі справи вели троє його синів — Микола, Федір і Семен.
1871 року в Городищі засновано Київське відділення Російського технічного товариства, яке на початку свого існування спеціалізувалося значною мірою виключно на цукровій промисловості України.
Бродські — єврейська династія купців, відомі цукрозаводчики та меценати.
У ХХ столітті цукрова промисловість втратила лідируючі позиції в українській економіці, зазнала значних криз. Значне падіння виробництва цукру відбулося протягом 1990 —1997 рр. — з 6 791 тис. т до 2 034 тис. т на рік. У 1991 році цукор переробляло 192 підприємства, а у 2007 їх було вже 110. А 2008 року ще менше — близько 60—70. Решта ж простоювали.
У 2011 році, після багатьох років занепаду галузі та ліквідації цукрозаводів, в містечку Шпиків Вінницької області закладено найбільший в Європі цукровий завод (12 тис. т переробки буряків за зміну). Проте він не добудований.
У 2012 р. виробництво цукру в Україні перевищило 2,2 млн тонн при внутрішній потребі в 1,8 млн тонн, і відсутність надійних ринків збуту при несприятливій кон'юнктурі на ринку тростинного цукру привело до профіциту і падіння цін, посівні площі під буряком цього року скоротилися на 33,2 % — до 306 тис. га..
У 2016 році виробництво цукрової сировини збільшилося в порівнянні з попереднім роком на 30 %, виробництво цукру — на 40 %.
Станом на 30 жовтня 2017 року було викопано 227,1 тис. га цукрових буряків (71 % посівних площ), українські цукровари виготовили 1,003 млн т цукру й переробили 7,24 млн т цукрових буряків. На цей момент працювало 40 цукрових заводів, добова потужність яких становила 172,4 тис. т переробки цукрових буряків, що на 6 % більше у порівнянні з минулим роком. Найбільше зібрали в Вінницькій, Полтавській та Хмельницькій областях.
У 2017/2018 маркетинговому році (МР, вересень-серпень) Україна експортувала 560,4 тис. тонн цукру, що на 27,2 % менше, ніж за попередній МР. У 2018 році посівні площі під цукровим буряком становили 280 тис. га, що на 13 % менше, ніж минулого року. Виробництво цукру в Україні станом на 24 жовтня 2018 року склало 757,9 тис. тонн. Згідно з повідомленням Національної асоціації виробників цукру «Укрцукор», на цю дату в країні функціонувало 39 цукрових заводів, які переробили 5,89 млн тонн цукрового буряка.
З початку 2018 року цукрові заводи виробили 1,4 млн тонн цукру. НАЦУ «Укрцукор» інформує про збір 10,7 млн тонн цукрових буряків станом на кінець листопада 2018, в України цукровий буряк переробляє 40 підприємств. За десять місяців 2017—2018 маркетингового року (вересень 2017 — серпень 2018) українські виробники експортували 501 тис. тонн цукру. 2018 року посівні площі під цукровим буряком становлять 280 тис. га, що на 13 % менше, ніж минулого року.
4 серпня 2018 року було скасоване державне регулювання цукрової галузі запроваджене в 1999 році.
У квітні 2019 року компанія Cygnet проведе модернізацію обладнання свого цукрового виробництва в Житомирській області вартістю близько $480 тис. доларів США.

## Підприємства
- Андрушівський цукровий завод
- Ананьївський цукровий завод
- Бобровицький цукровий завод
- Борщівський цукровий завод
- Бродецький цукровий завод
- Буринський цукровий завод
- Бучацький цукровий завод
- Верхняцький цукровий завод
- Веселоподільський цукровий завод
- Вишнівчицький цукровий завод
- Волочиський цукровий завод
- Вороновицький цукровий завод
- Гайсинський цукровий завод
- Глобинський цукровий завод
- Гнідавський цукровий завод
- Городенківський цукровий завод
- Городоцький цукровий завод
- Горохівський цукровий завод
- Грушківський цукровий завод
- Деражнянський цукровий завод
- Долинський цукровий завод
- Дубов'язівський цукровий комбінат
- Жданівський цукровий завод[9]
- Засільський цукровий завод
- Зарожанський цукровий завод[10]
- Іваничівський цукровий завод
- Іванопільський цукровий завод
- Іллінецький цукровий завод
- Кагарлицький цукровий завод
- Кам'яногірський цукровий завод
- Кам'янський цукровий завод

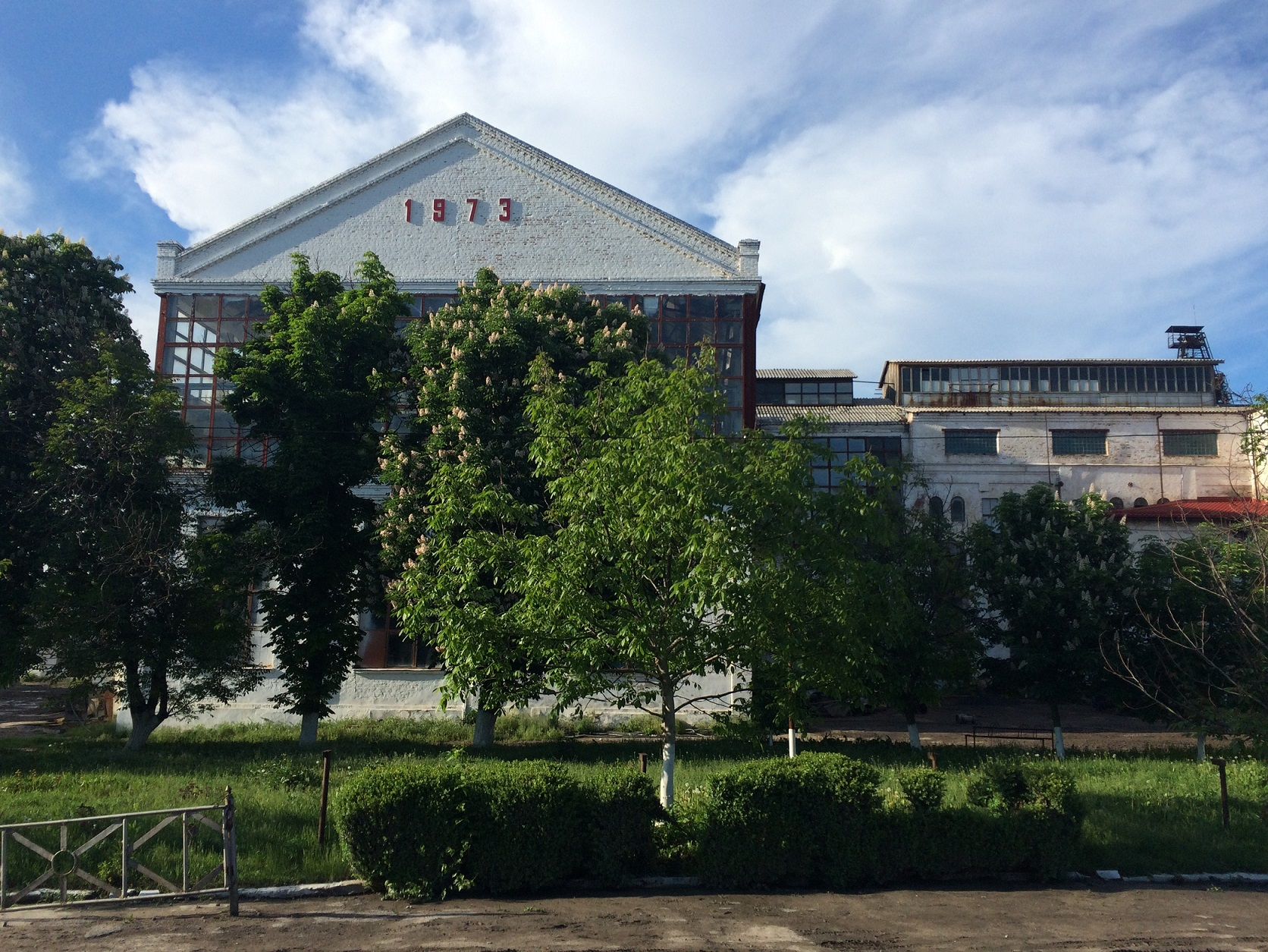
Іллінецький цукровий завод

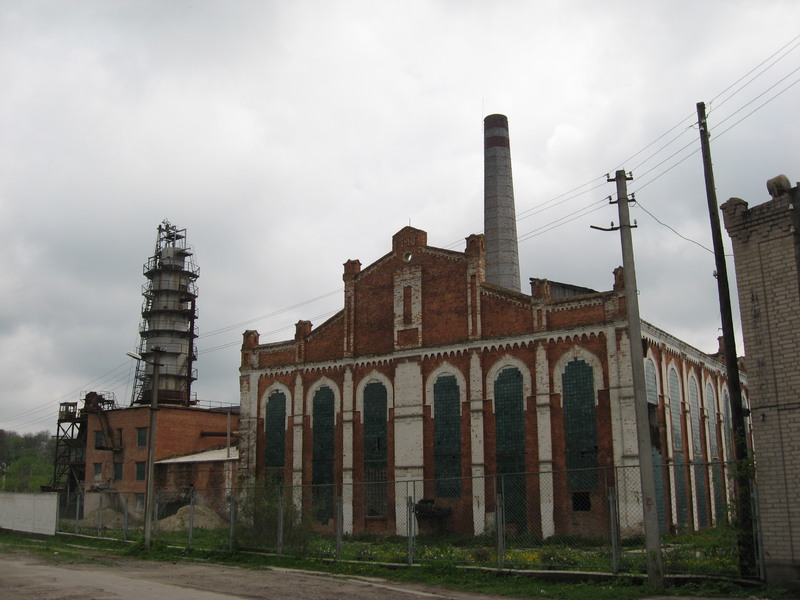
Скоморошківський цукровий завод

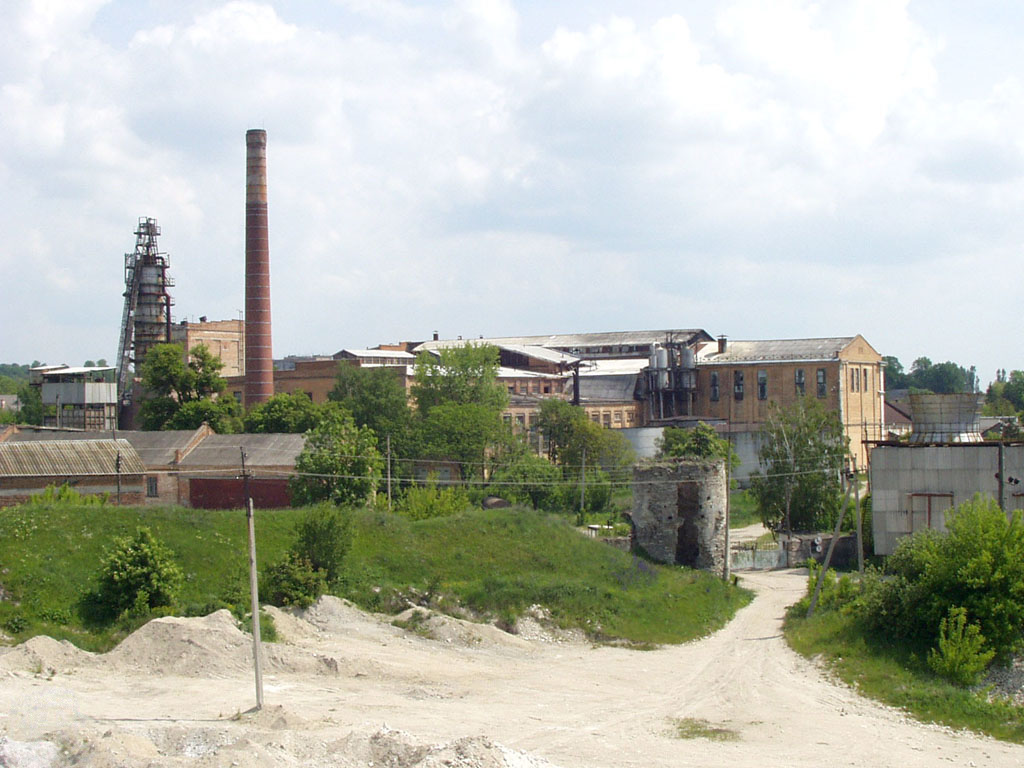
Сатанівський цукровий завод

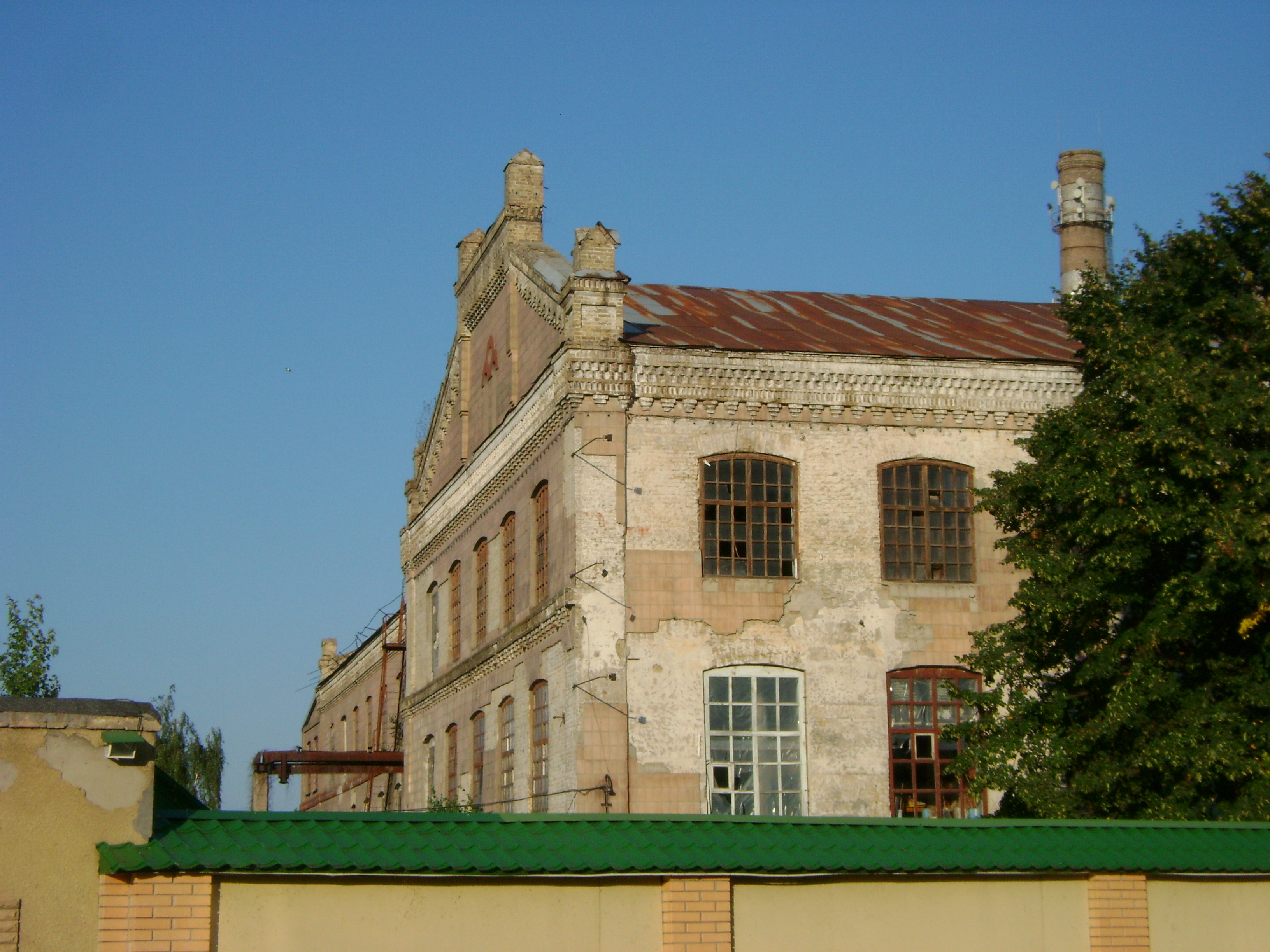
Черкаський цукрово-рафінадний завод

- Кам'янець-подільський цукровий завод
- Капітанівський цукровий завод
- Карлівський цукровий завод
- Кашперівський цукровий завод
- Кириківський цукровий завод
- Кирнасівський цукровий завод
- Клубівський цукровий завод
- Кобеляцький цукровий завод
- Кожанський цукровий завод
- Корнинський цукровий завод
- Красилівський цукровий завод
- Кременецький цукровий завод
- Крижопільський цукровий завод
- Куп'янський цукровий комбінат
- Куянівський цукровий комбінат[11]
- Ланнівський цукровий завод
- Лановецький цукровий завод
- Линовицький цукровий завод "Красний"
- Лохвицький цукровий завод
- Маківський цукровий завод
- Маловисківський цукровий завод
- Мезенівський цукровий завод
- Михайлинський цукровий завод
- Моївський цукровий завод
- Наркевицький цукровий завод
- Низівський цукровий завод
- Новобиківський цукровий завод
- Новоіванівський цукровий завод
- Новооржицький цукровий завод
- Новоукраїнський цукровий завод
- Носівський цукровий завод
- Озірнянський цукровий завод
- Олександрійський цукровий завод
- Орільський цукровий завод
- Пальмірський цукровий завод
- Пархомівський цукровий завод
- Первухінський цукровий завод
- Півненківський цукровий завод
- Погребищенський цукровий завод
- Савинський цукровий завод
- Саливонківський цукровий завод
- Сальківський цукровий завод
- Сатанівський цукровий завод
- Селищанський цукровий завод
- Скоморошківський цукровий завод
- Смілянський цукровий завод
- Соболівський цукровий завод
- Соколівський цукровий завод
- Старинський цукровий завод[12]
- Старокостянтинівський цукровий завод
- Старосинявський цукровий завод
- Степанівський цукровий завод
- Сумсько-Степанівський цукровий комбінат
- Тальнівський цукровий завод
- Теофіпольський цукровий завод
- Тернівський цукровий завод
- Томашпільський цукровий завод
- Угроїдський цукровий завод
- Хмельницький цукровий завод
- Ходорівський цукровий завод
- Червонський цукровий завод
- Чечельницький цукровий завод
- Чупахівський цукровий завод
- Шалигинський цукровий завод
- Шамраївський цукровий завод
- Шепетівський цукровий завод
- Шпиківський цукровий завод
- Шполянський цукровий завод
- Шрамківський цукровий завод
- Яготинський цукровий завод
- Яреськівський цукровий завод
- Гор-Пустоварівський цукровий завод
- Цукровий завод імені Цюрупи
- 1-й цукровий завод ім. Петровського
- Згурівський цукровий завод
- Чернівецький цукровий завод
- Чортківський цукровий завод
- ТОВ Цукрове
- Цукровий завод ім. Шевченка
- Парафіївський цукровий завод
- Радехівський цукровий завод
- Хоростківський цукровий завод
- Козівський цукровий завод
- Збаразький цукровий завод

### Рафінадні
- Городищенський цукрорафінадний комбінат
- Дружбинський цукрорафінадний завод
- Одеський цукрорафінадний завод
- Сумський рафінадний завод
- Черкаський цукрово-рафінадний завод